# 滇南美登木
滇南美登木（学名：Maytenus austroyunnanensis）为卫矛科美登木属的植物，是中国的特有植物。分布在中国大陆的云南等地，生长于海拔550米至900米的地区，一般生长在路边和江边灌丛中，目前尚未由人工引种栽培。
其种加词“austroyunnanensis”意为“滇南的”。
现接受名为滇南美登木（Gymnosporia austroyunnanensis (S.J.Pei & Y.H.Li) M.P.Simmons, 2012）。

## 异名
- Maytenus pachycarpa S. J. Pei et Y. H. Li
- Maytenus shuangjiangensis S. J. Pei et Y. H. Li
- Maytenus shuanjianensis S. J. Pei et Y. H. Li